# 725年
| 千纪： | 1千纪                                                                                           |
| 世纪： | 7世纪 \| 8世纪 \| 9世纪                                                                         |
| 年代： | 690年代 \| 700年代 \| 710年代 \| 720年代 \| 730年代 \| 740年代 \| 750年代                       |
| 年份： | 720年 \| 721年 \| 722年 \| 723年 \| 724年 \| 725年 \| 726年 \| 727年 \| 728年 \| 729年 \| 730年 |
| 纪年： | 乙丑年（牛年）；唐（新罗）开元十三年；日本神龜二年；渤海国仁安六年                              |

## 大事记

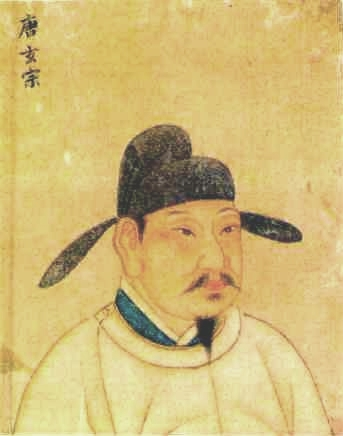
唐玄宗

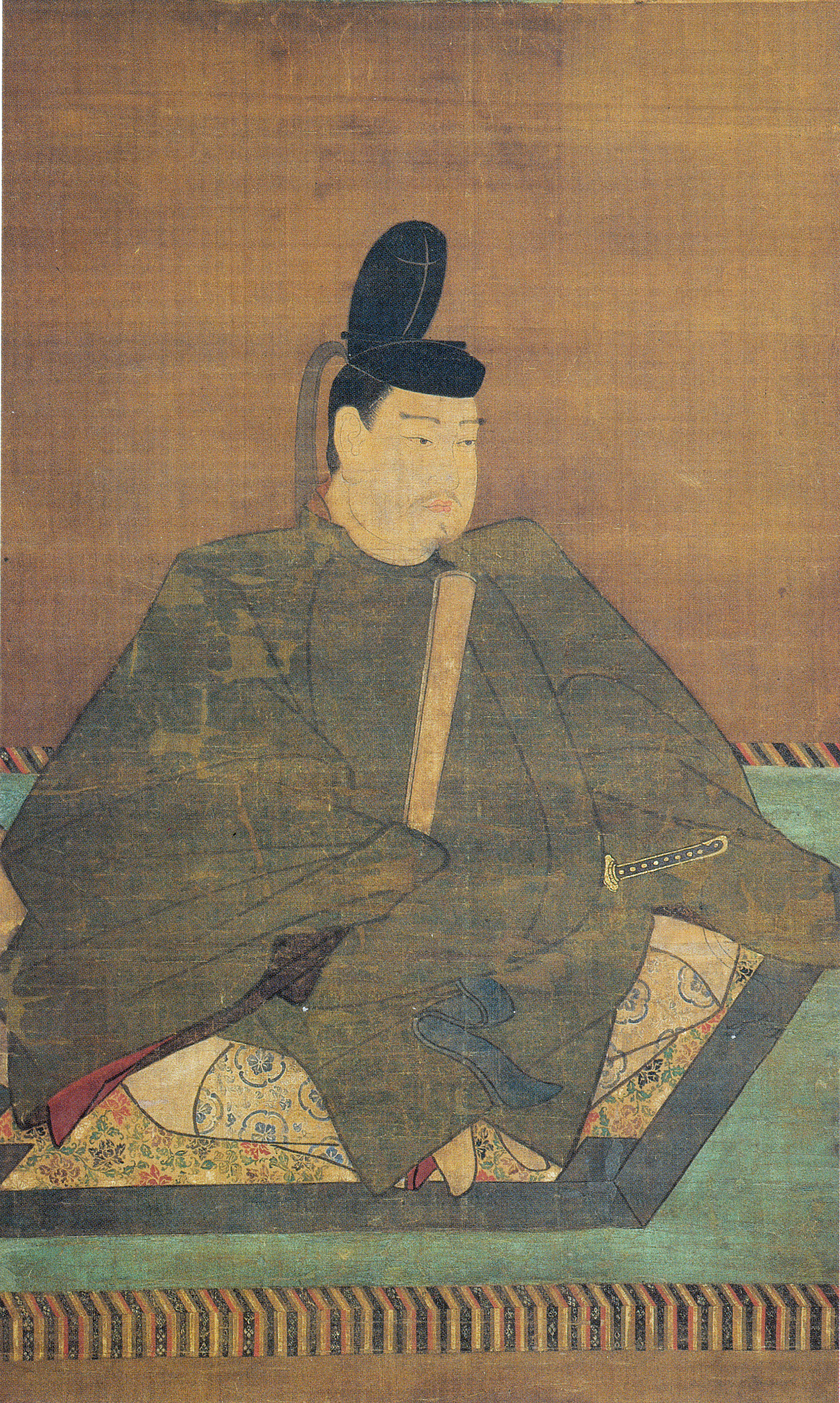
圣武天皇

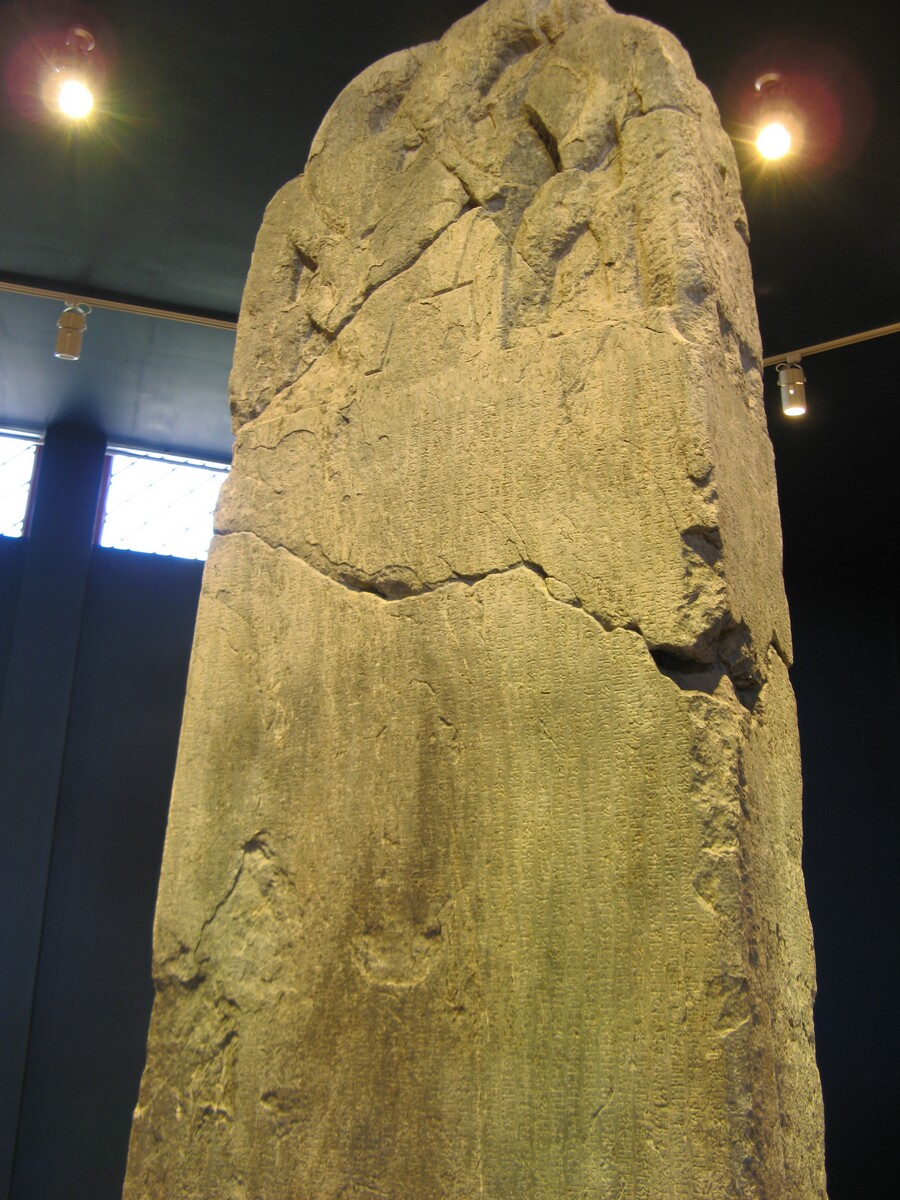
毗伽可汗碑

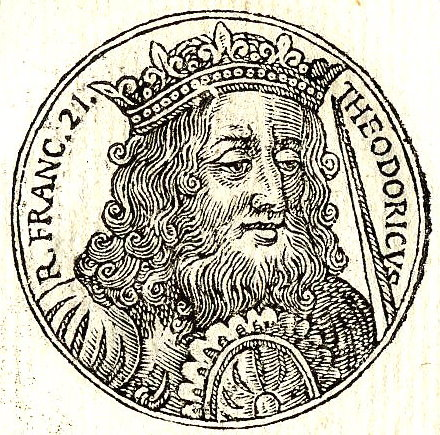
提乌德里克四世

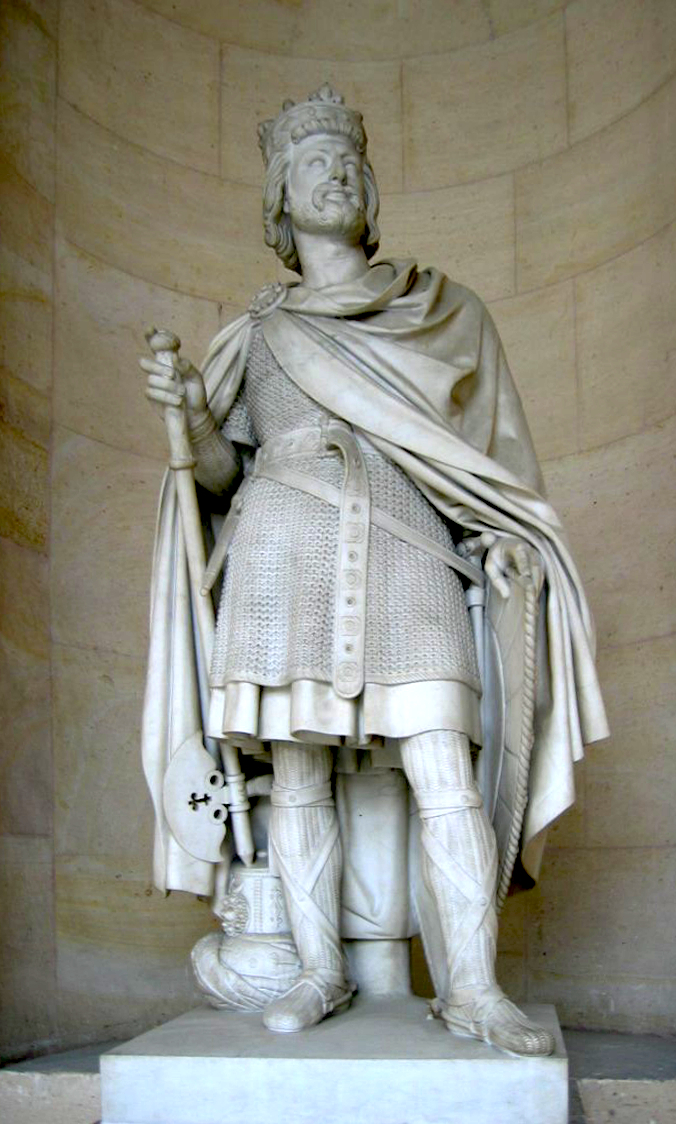
查理·马特

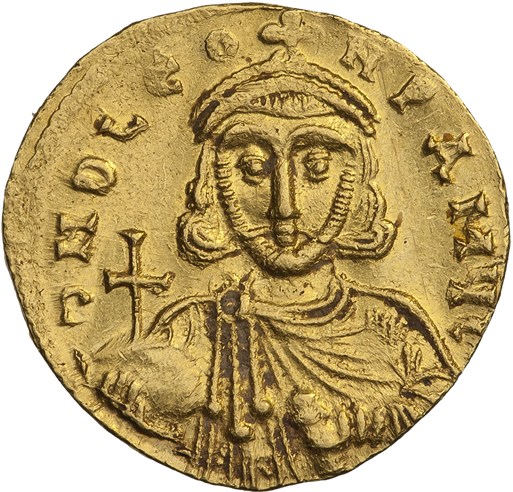
利奥三世

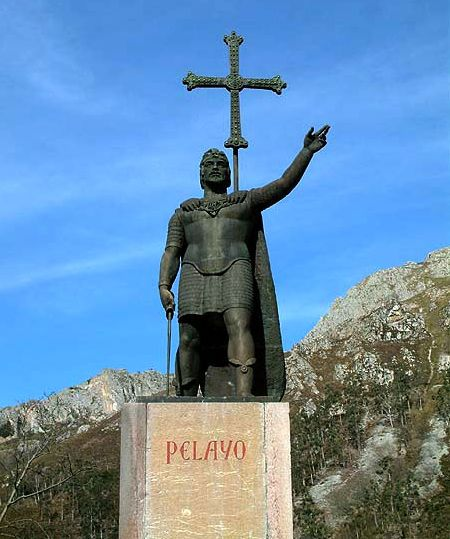
佩拉约

- 中国
  - 唐玄宗泰山封禪。
  - 福州获得今天的名字。
  - 僧一行與梁令瓚研製成功水運渾天儀。

## 各国领袖

### 非洲
- 马库里亚王国 -
- Nekor王国 - Salih I ibn Mansur（710年－749年）

### 美洲
- 卡拉克穆尔 – Yuknoom Yich'aak K'ahk'（702年－731年）
- 科潘 - 瓦沙克拉洪·乌巴·卡维尔（675年－738年）
- 蒂卡尔 - Hasaw Chan K'awil（682年－732年）

### 亚洲
- 中国（唐朝） - 唐玄宗李隆基，中国皇帝（712年－756年）
- 日本（飛鳥時代）- 圣武天皇，日本天皇（724年－749年）
- 朝鲜半岛（统一新罗）- 圣德王，新罗王（702年－737年）
- 帕拉瓦王朝 - Nandivarman II（710年－775年）
- 渤海国 - 武王大武藝，振国王（渤海郡王）（719年－737年）
- 吐蕃 - 赤德祖赞，赞普（704年－755年）
- 后突厥 - 毗伽可汗，可汗（717年－734年）
- 突骑施 - 苏禄可汗，可汗（716年－738年）

### 欧洲
- 保加利亚 - 科尔梅希（英语：Kormesiy），保加利亚可汗（721年－738年）
- 拜占庭帝国 - 利奥三世（717年－741年）
- 法兰克王国 - 提乌德里克四世，法兰克国王（720年－737年）
  - 宫相 - 查理·马特（714年－741年）
  - 阿基坦公国 - 伟大的奥多（715年－730年）
- 弗里西亞 - Bubo（719年－734年）
- 格鲁吉亚（巴格拉季昂王朝）- Nerse（705年－742年）
- 伏尔加保加利亚 - Irkhan（710年－765年）
- 倫巴底王國 - 利乌特普兰德（712年－744年）
- 塞尔维亚 - Ratimir，塞尔维亚统治者（700年－730年）
- 威尼斯共和国 - 马塞洛·特加利亚诺，威尼斯总督（717年－726年）
- 西班牙（阿斯图里亚斯王国）- 佩拉约（718年－737年）
- 爱尔兰 - Cináed mac Írgalaig，爱尔兰高王（723年－728年）
  - 康诺特 - Domnall mac Cellaig，康诺特王（723年－728年）
  - Uí Maine - Dluthach mac Fithcheallach（711年－738年）
  - 伦斯特 -  Murchad mac Brain Mut，伦斯特君主（715年－727年）
  - Ulaid - Áed Róin（708年－735年）
- 英格兰（七国时代）- 
  - 東盎格利亞王國 - 埃爾夫瓦爾德（英语：Ælfwald of East Anglia）（713年－749年）
  - 埃塞克斯王國 - 
    - Saelred（709年－746年）
    - Swæfberht（715年－738年）

  - 肯特王國 - 
    - 威特瑞德（英语：Wihtred of Kent）（690年－725年）
    - Eadbert一世（725年－748年）
    - Æthelbert二世（725年－762年）

  - 默西亚王国 - Ethelbald，默西亚国王（716年－757年）
  - 诺森布里亚 - Osric，诺森布里亚国王（718年－729年）
  - 萨塞克斯王国 -
    - 内特尔姆（英语：Nothelm of Sussex） （在世期692年－725年）
    - 沃茨（英语：Watt of Sussex）（在世期692年－725年）
    - Æthelbert（725年－750年）

  - 韦塞克斯 - 伊尼，韦塞克斯国王（688年－726年）
- 苏格兰
  - Dál Riata - Dúngal mac Selbaig（723年－726年）
  - Strathclyde王国 - Teudebur of Alt Clut（722年－752年）
  - 皮克特王国 - Drest七世，皮克特国王（724年－726年）
- 威尔士 -
  - Gwynedd王国 - Rhodri Molwynog（720年－754年）
  - Powys王国 -

  1. Gwylog ap Beli（695年－725年）
  2. Elisedd ap Gwylog（725年－755年）

### 中东
- 阿拉伯帝国 - 希沙姆·本·阿卜杜勒-馬利克，哈里发（724年－743年）

## 出生
- 怀素，中国唐朝书法家（785年去世，60岁）

## 逝世
- 王皇后，唐玄宗皇后。
- 王守一，王仁皎之子，王皇后的兄長。